# Sławkowo (Działdowo)
Sławkowo (deutsch Frödau) ist ein Ort in der polnischen Woiwodschaft Ermland-Masuren und gehört zur Gmina Działdowo (Landgemeinde Soldau) im Powiat Działdowski (Kreis Soldau).

## Geographische Lage
Sławkowo liegt im Südwesten der Woiwodschaft Ermland-Masuren, 40 Kilometer südöstlich der früheren Kreisstadt Osterode (Ostpreußen) (polnisch Ostróda) bzw. 13 Kilometer nördlich der heutigen Kreismetropole Działdowo (deutsch Soldau i. Ostpr.).

## Geschichte
Der kleine Ort Frödau mit dem Gut bzw. mit der späteren Domäne wurde 1411 gegründet. Der Gutsbezirk Frödau kam 1874 zum neu errichteten Amtsbezirk Rauschken (polnisch Ruszkowo) im Kreis Osterode in Ostpreußen.
Zugehörig war das Vorwerk Annenhof (polnisch Góry Uzdowskie, nicht mehr existent). Im Jahre 1910 zählte Frödau 200 Einwohner.
Am 30. September 1928 wandelte man den Gutsbezirk Frödau in eine gleichnamige Landgemeinde um. Die Einwohnerzahl stieg bis 1933 auf 356 und belief sich 1939 auf 347.
In Kriegsfolge wurde 1945 das gesamte südliche Ostpreußen und mit ihm der kleine Ort Frödau an Polen überstellt. Frödau erhielt die polnische Namensform „Sławkowo“ und ist heute mit dem Sitz eines Schulzenamts (polnisch Sołectwo) eine Siedlung (polnisch Osada) innerhalb der Gmina Działdowo (Landgemeinde Soldau) im Powiat Działdowski (Kreis Soldau), bis 1998 der Woiwodschaft Ciechanów, seither der Woiwodschaft Ermland-Masuren zugehörig.

## Kirche
Bis 1945 war Frödau in die evangelische Kirche Rauschken (polnisch Ruszkowo) in der Kirchenprovinz Ostpreußen der Kirche der Altpreußischen Union sowie in die römisch-katholische Kirche Gilgenburg (polnisch Dąbrówno) eingepfarrt.
Heute gehört Sławkowo zur evangelischen Kirche Działdowo (Soldau) bzw. Pfarrei Nidzica (Neidenburg) in der Diözese Masuren der Evangelisch-Augsburgischen Kirche in Polen, außerdem zur katholischen St.-Josef-Kirche Ruszkowo im Erzbistum Ermland.

## Verkehr
Sławkowo liegt nördlich der Woiwodschaftsstraße 538 und ist über einen Abzweig in Richtung Ruszkowo (Rauschken) zu erreichen. Außerdem führt eine Verbindungsstraße von Lipówka (Lindenau) direkt in den Ort. Eine Anbindung an den Bahnverkehr besteht nicht.

## Persönlichkeit
- Christoph Albrecht von Ostau (1735–1805), preußischer Wirklicher Geheimer Rat und Minister, war ein Erbherr auf Frödau

## Besonderheit
- Der Landrat und Mitglied des Reichstags des Norddeutschen Bundes Alexander von Lavergne-Peguilhen heiratete im Jahre 1841 in Frödau Rosa (von) Meske.